# Arnold Arboretum

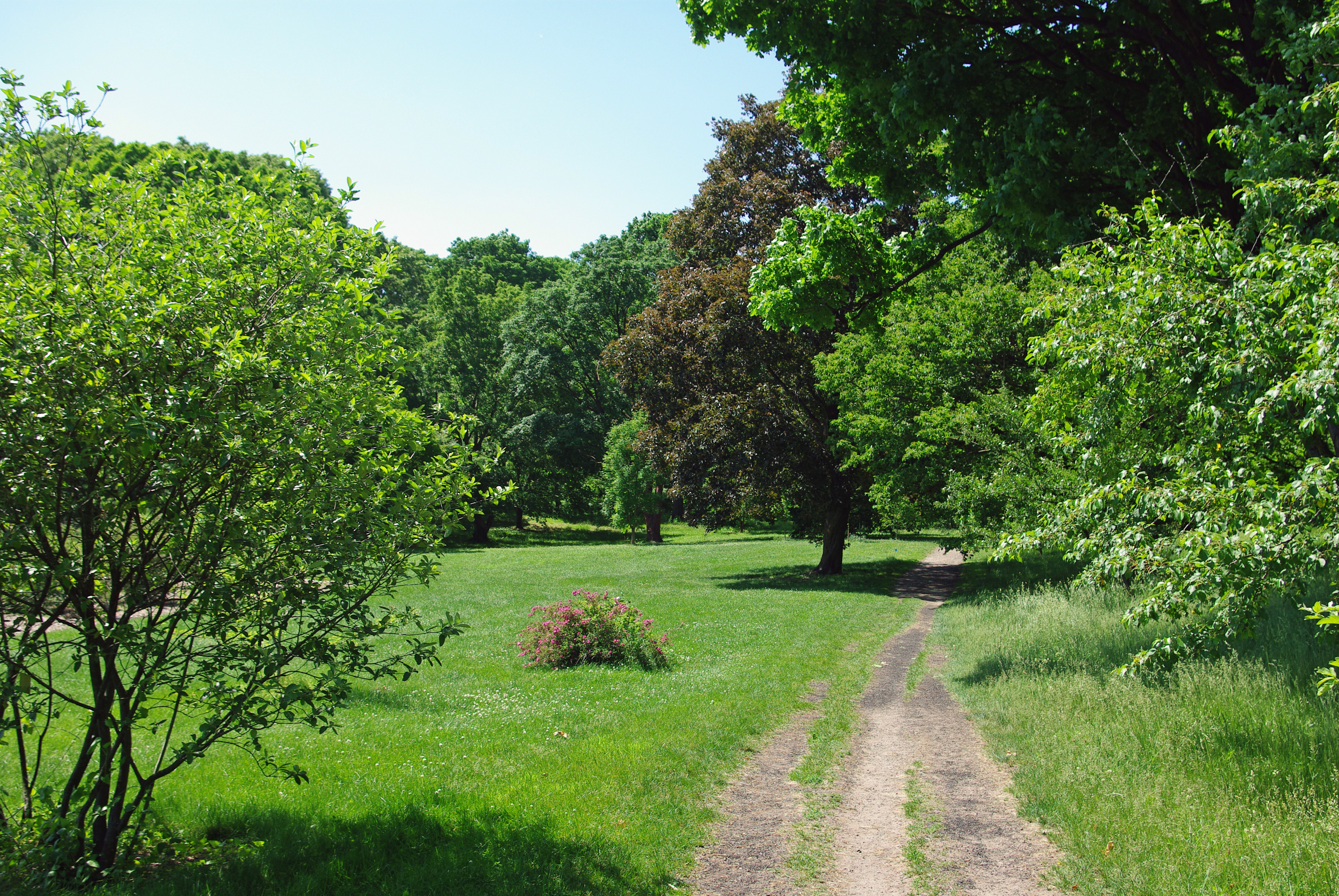
Arnold Arboretum, Jamajka

Arnold Arboretum je sbírka dřevin Harvardovy univerzity (The Arnold Arboretum, Jamaica Plain) a patří k nejznámějším arboretům světa. Bylo založeno v r. 1872, kdy se prezident a členové univerzity stali poručníky části majetku Jamese Arnolda (1781–1868). Výzkum arboreta je zaměřen na zahradnictví, aklimatizaci rostlin, taxonomii a anatomii. Výsledky jsou publikovány v časopisech Journal of the Arnold Arboretum, Arnoldia a Sargentia. Velká pozornost je věnována výchovnému programu. Organizovány jsou exkurze s odborným průvodcem a odborné přednášky.

## Historie
V roce 1842 Benjamin Bussey (1757–1842), prosperující obchodník z Bostonu a farmář – vědec, daroval své venkovské sídlo Woodland Hill a část svých finančních prostředků, aby jej Harvardova univerzita použila pro výuku zemědělství, zahradnictví a příbuzných témat. Busseymu odkázal pozemek jako dědictví kolega Eleazer Weld v roce 1800 a rozšířil tak svůj velký majetek mezi lety 1806 a 1837 získáváním a údržbou různých statků, které byly založeny již v sedmnáctém století. Harvard používal tento pozemek pro vytvoření ústavu Bussey institut, jehož účelem bylo zemědělské pokusnictví. Stavba první části Bussey ústavu byla dokončena v roce 1871 a sloužila jako ředitelství pro vysokou zemědělskou školu.
Šestnáct let po smrti Busseyho, James Arnold, New Bedford, Massachusetts obchodník ve velrybářství , uvedl, že část jeho majetku by měla být používána pro „... podporu výzkumu v zemědělství, nebo zahradnictví“. V roce 1872, kdy správce pozůstalosti Jamese Arnolda převedl jeho majetek na Harvardovu univerzitu, byl dar v kombinaci s bývalým panstvím pana Busseyho základem pro založení Arnold Arboretum. Majetek měl být použit pro založení, vývoj a údržbu arboreta známého jako Arnold Arboretum, které bude obsahovat, pokud možno, všechny stromy a keře „... domácí, nebo exotické, který může být pěstovány pod širým nebem ve West Roxbury“. Historickým posláním arboreta Arnold arboretum je zvýšení znalostí dřevin na základě výzkumu a rozšíření těchto informací prostřednictvím vzdělávání.
Charles Sprague Sargent byl jmenován ředitelem krátce po založení této instituce v roce 1872. Spolu se zahradním architektem Frederick Law Olmstedem založil systém cest a chodníků systému a vymezené sběrné oblasti, ve vědecké klasifikaci čeledí a rodů, podle v té době aktuálního a široce akceptovaného systému klasifikace rostlin podle Benthama a Hookera. Hunnewellovu budovu navrhl architekt Alexander Wadsworth Longfellow mladší v roce 1892 a vystavěl ji z prostředků darovaných společností H. H. Hunnewell a v roce 1903. Od roku 1946 do roku 1950 zahradní architektka Beatrix Farrand byla konzultantem krajinářské architektury v Arboretu. Její rané vzdělání v roce 1890 probíhalo v době pod ředitelem Karlem Sprague Sargentem a superintendentem a hlavním množitelem Jacksonem Thornton Johnsonem. Celková rozloha dosahuje 132 ha,(je uváděno i 265 akrů (107 ha)) z toho 15 ha je vyhrazeno přirozené vegetaci. Země rozdělena na čtyři díly, plochy Hlavní arboretum a Peters Hill, Weld-Walter a South Street. Sbírky jsou ale umístěny především v hlavním části Arboreta a na Peters Hill. Arboretum zůstává jedním z nejlepších příkladů krajiny navržené zahradním architektem Frederickem Law Olmstedem a je vyznačeno jako Frederick Law Olmsted National Historic Site a Národní kulturní památka.
Dr. Ned Friedman je osmý a současný ředitel Arnold Arboretum. Je také profesorem organické a evoluční biologie na Harvardově univerzitě v Cambridge, Massachusetts.

## Sbírky (stav v únoru 2011)
Živé exponáty sbírky zahrnují 14 980 jednotlivých rostlin (včetně matečnic), 3 924 taxonů, se zvláštním důrazem na dřeviny druhů Severní Ameriky a východní Asie. Podle jiných informací je ve sbírkách shromážděno 6200 taxonů, včetně skleníkových (4 skleníky). Historické sbírky obsahují původní rostliny z východní Asie, které introdukoval Charles Sprague Sargent, Ernest Henry Wilson, William Purdom, Joseph Hers, a Joseph Rock. Nejnověji přivezené rostliny z Asie jsou výsledkem expedice Arnold Arboretum Expedition z roku 1977 do oblastí Japonsko a Korea, čínsko-americké botanická expedice do západní provincie Hubei v roce 1980 a novějších expedic s působením v Číně a na Tchaj-wanu.
Zvláštní důraz je kladen na rody:javor Acer, buk Fagus, ořechovec Carya, zlatice Forsythia, tisovec Taxodium, borovice Pinus, metasekvoj Metasequoia, zimolez Lonicera, šácholan Magnolia, jabloň Malus, dub Quercus, pěnišník Rhododendron, šeřík Syringa, pavlonie Paulownia, albízie Albizia, cesmína Ilex, dřezovec Gleditsia a tsuga Tsuga. Mezi ostatní ucelené sbírky patří sbírky růžovitých rostlin, sbírka jehličnanů, zakrslých jehličnanů a sbírka bonsají.
Sbírka chráněných rostlin soustřeďuje vzácné rostliny severovýchodní části Spojených států. Velmi bohatý je herbář obsahující 5 200 000 položek.

## Otvírací doba

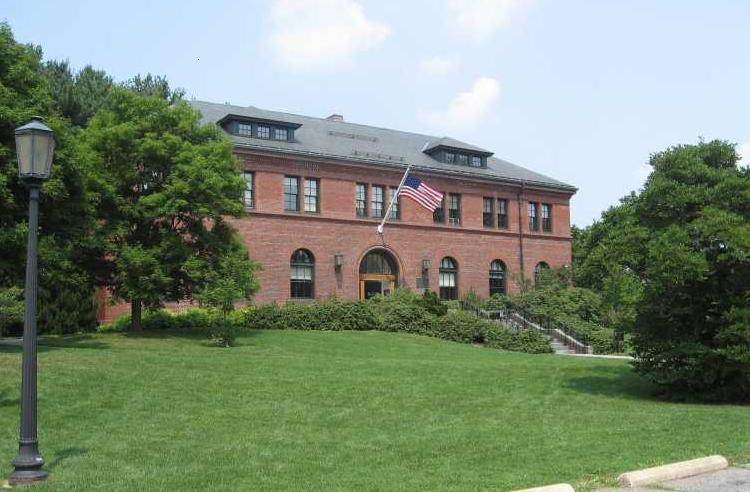
Hunnewell Building, Arnold Arboretum

Areál je otevřený zdarma pro veřejnost od východu do západu slunce 365 dní v roce. Návštěvnické centrum se nachází v Hunnewell Building, 125 Arborway, je otevřeno od pondělí do pátku 9 hod.-16 hod., v sobotu od 10 hodin-16 hod., neděle od poledne do šestnácté hodiny. Návštěvnické centrum je uzavřeno v době dovolené. Knihovna, která se nachází v budově Hunnewell Building je otevřena od pondělí do soboty od 10-16:00. Knihovna je uzavřena v neděli a o svátcích.